# 京都市交通局広軌1形電車
京都市交通局 広軌1形電車（きょうとしこうつうきょく こうき1がたでんしゃ）は、京都市電気軌道事務所が路面電車（京都市電）を開業させた際、製造投入した車両である。総数169両が製造され、一部車両は大連都市交通（今の中華人民共和国大連）・長崎電気軌道に譲渡された。

## 車両概要
京都市では市電の開業に先駆け、民営の京都電気鉄道（京電）による路面電車路線が1895年（明治28年）より運転開始されていた。これは狭軌（1,067 mm軌間）の路線であったが、1912年に開業した京都市電気軌道事務所の方では標準軌（1,435 mm軌間。当時は1,067 mm軌間を日本標準軌としており、広軌とも呼んだ）を採用した。そのため、京都電気鉄道が京都市に買収された1918年（大正7年）以降、元京都電気鉄道の車両を狭軌1形、京都市電生え抜きの車両を広軌1形と呼ぶようになったとされている。
スタイルは当時の路面電車では標準であったオープンデッキ型で、中央にダブルポールを設けて折り返し地点で回転させるものとなった。
京都電気鉄道のほうでは開業時にシングルポールを採用し、電気は線路を通して変電所に返していたが、水道管の電食が問題になったため、送帰双方の電流とも架線を用いる方式になったとされている。
1912年（明治45年）6月の開業時にまず40両、そして同年中に55両、翌年に72両、1921年（大正10年）に2両を増備した。そのうち2両は貴賓車となっていたが、1923年（大正12年）に普通仕様へ改造した。また、どの時点で改造されたのか等は資料がなく不明だが、初期のオープンデッキ型から
運転台にガラス窓の付いた「ベスチュビュール型」に改造されている。
新車の増備に伴い、1938年（昭和13年）に長崎電気軌道へ80形として5両、大連都市交通（大連市電）へ10両が譲渡され、1940年（昭和15年）から段階的に廃車を開始する。同年中に14両、1946年（昭和21年）に31両、1948年（昭和23年）に42両、1949年（昭和24年）に13両を廃車し、1952年（昭和27年）に最後に残った33両を廃車して全廃となった。
交通局自身は29号を保存し、数度の移設を経て2014年3月8日からは梅小路公園内の「すざくゆめ広場」で静態保存されている。
終戦後の1947年（昭和22年）12月10日から1948年（昭和23年）10月20日までの間、主電動機の故障した1形22両が、600形のトレーラーとなる「親子電車」として運用されている。
- 旧烏丸車庫で保存時代の29号車（1982年6月1日撮影）
- 29号車のゼネラル・エレクトリック製主幹制御器
- 29号車のダブルポール
- 29号車の内装